# Tillförordnande
Ett tillförordnande (förkortat tf.) för en tjänst eller befattning innebär att en person upprätthåller befattningen tillfälligt i väntan på att någon ordinarie innehavare av posten skall utses. Den som är tillförordnad har samma befogenheter som en ordinarie befattningshavare, och handlar på eget ansvar.
Den vanligaste orsaken till ett tillförordnande är att en vakans har uppstått, där en ordinarie befattningshavare ännu ej tillträtt. Också vid längre frånvaro på grund av föräldraledighet eller annan tjänstledighet förekommer tillförordnande.
Beslutsfattarens befogenhet ska alltid framgå genom att begreppet tillförordnad eller förkortningen tf skrivs ut i anslutning till undertecknandet av beslutshandlingen.